# 無連想式漢字直接入力
無連想式漢字直接入力（むれんそうしきかんじちょくせつにゅうりょく）は、漢字直接入力の方式の一つ。

## 概要
連想式漢字直接入力は、次の3つのプロセスを経て入力される。
（例：「鏡」をKIS連想入力で入力する場合）
1. 打つ漢字を想定する（鏡）
2. 鏡に関連したキーワードを思い出す（ミラ）
3. 思い出したキーをたたく（ミ、ラと打つ）

しかし習熟するにつれ、これらのプロセスはすべて一瞬に行われるようになるため、あまり意識されない。無連想式はその点に目をつけ、
- どうせ習熟すれば上記2.は意識しなくなるのだから、はじめからその関連性をなくそう
- それに伴い、（熟語など）関連性のある漢字同士を打ちやすくしたストロークにしよう

というアプローチで入力の効率化を図ろうとしている。
このため、連想式漢字直接入力とは違い、無連想という名が示す通り、キーストロークとキートップの刻印との関係がまったくないのが大きな特徴。
参考までに、漢字直接入力という文字列を、これから挙げる代表的な無連想式漢字直接入力ではどのように入力するかを以下に示す（すべてQWERTY配列による）。
| 漢字 | T-Code | TUT-Code | G-Code | 超絶技巧入力 |
| 漢   | l4     | ymr      | llg    | pd           |
| 字   | z/     | no       | 6w     | uj           |
| 直   | fv     | af       | iz     | iu           |
| 接   | yu     | ps       | 7q     | g/           |
| 入   | /t     | vk       | ;x     | mj           |
| 力   | lj     | hj       | nd     | .k           |

見ての通り、漢字とストロークには何の繋がりもないことがわかる。これは、修得するためにはひたすら運動記憶による修得しかないことを意味する。
代表的な無連想式漢字直接入力に、T-code、TUT-code、G-code、超絶技巧入力がある。

## この方式が生まれた背景
- 多くの連想式漢字直接入力は、主に企業で開発されたものであるため、特許を申請しているものがあったり、非公開になっている。そのため、ストローク表を入手することがそもそも困難な状況にあり、気軽に利用出来ない。
- 無連想式漢字直接入力のほとんどは、そのシステムを無償で入手及び利用することが可能となっている。
- 無連想式漢字直接入力は特定のキーワードの経由なしで入力出来るため、幅広い用途に向いている。

などがあげられる。

## 欠点
- 修得難易度が高すぎて気軽に始められない
これは覚えるしかない無連想方式ゆえの欠点といえる。
- ストロークを一度忘れてしまうと、思い出すかストローク表を見るまではどうにもならなくなってしまう
これも、キーストロークと漢字の関連性がまったくない無連想式ゆえの欠点。

後者については、連想式でも同じことが言えるのだが、連想式は関連性があるため、忘れにくい・思い出しやすいという点で異なる。